# Allra
Allra är ett svenskt finansföretag, som grundades 2008 under namnet Svensk Fondservice och erbjuder finansiella tjänster till privatpersoner, bland annat inom pension, försäkring, lån och sparande. Allra med dotterföretag omsatte omkring 700 miljoner kronor 2015 och hade omkring 250 medarbetare på kontor i Stockholm, Gävle, Luxemburg och Dubai.
Företaget har kritiserats för aggressiva försäljningsmetoder och försäljningen av bolagets fonder har stoppats inom premiepensionssystemet.
Under år 2017 har bolaget uppmärksammats genom att ett flertal av dess företrädare och grundare häktats som misstänkta för brott begångna i verksamheten. I samband med detta har också mycket stora belopp tillhörande bolaget och dess företrädare belagts med kvarstad. I juli 2021 fälldes fyra av bolagets tidigare företrädare i hovrätten, bland annat för mutbrott och trolöshet mot huvudman.

## Historik
Företaget grundades av Alexander Ernstberger (född 1986) och David Persson Rothman (född 1980) under namnet Svensk Fondservice och erhöll 2010 tillstånd från Finansinspektionen för att bedriva värdepappersrörelse. I samband med detta började bolaget som säljare inom premiepensionssystemet. År 2013 bytte bolaget namn till Allra. Bolaget bytte sedermera namn till Hela Försäkringar AB.

## Kritik
Under 2013 skickade Konsumentverket förbudsföreläggande till bolaget som då hette Svensk fondservice då företaget enligt Konsumentombudsmannen fakturerat personer som inte ansåg sig ingått avtal. I samband med detta meddelade bolaget att man upphörde med försäljningen via telefon av tjänster inom premiepensionen.

## Allra-affären 2017
Våren 2017 stoppade Pensionsmyndigheten möjligheten att välja Allras fonder genom premiepensionssystemet. I samband med detta avgick Ebba Lindsö som styrelseordförande och Thomas Bodström som ledamot ur styrelsen. Anton Abele lämnade också posten som kommunikationschef i samband med Pensionsmyndighetens meddelade om avregistrering från premiepensionsmyndighetens fondtorg. Det skedde efter att Abele lyft fram att kunderna skulle ha fått en avkastning som översteg en avkastningsprognos från Pensionsmyndigheten.
Under hösten 2017 genomförde Ekobrottsmyndigheten efter beslut av åklagare ett tillslag hos bolaget och dess företrädare på grund av misstanke om brott. Tillslaget kom att leda till att flera av bolagets företrädare häktades misstänkta för bland annat grov trolöshet mot huvudman. Brottsmisstankarna rör bolagets affärer under åren 2012-2016, och har sin grund i att företrädare vid köp av komplicerade derivatinstrument för pensionsspararnas pengar skall ha berikat sig själva genom användande av onödiga mellanhänder. 
Den 31 januari 2020 ogillade Stockholms tingsrätt samtliga åtal. Rätten avslog därmed även Pensionsmyndighetens yrkande om skadestånd. Domen har kritiserats hårt, bland annat eftersom den innebar att de pengar som beslagtagits från de misstänkta lämnades tillbaka.
Åklagaren överklagade till hovrätten och där fälldes i juli 2021 samtliga åtalade (Allras VD, vice VD och dess förvaltningschef, samt VD:n för mäklarbolaget Oak Capital, som samarbetade med Allra), bland annat för mutbrott och trolöshet mot huvudman. Hovrätten konstaterade att ”samtliga åtalade varit införstådda med upplägget, brottsplanen, och alla har varit aktiva i genomförandet och väsentliga för att realisera planen.” Ernstberger dömdes till sex års fängelse. Av övriga åtalade dömdes två till fem års fängelse och en till fyra års fängelse. Alexander Ernstberger överklagade sin dom, men fick inte resning. 
Hovrättens dom överklagades av Allra-företrädarna till Högsta Domstolen. Den 28 december 2021 meddelade Högsta Domstolen att prövningstillstånd inte beviljas. Hovrättens dom står därmed fast.